# Evil Heat
Albums de Primal Scream
XTRMNTR
(2000) Live in Japan
(2003)
Evil Heat est le septième album studio du groupe écossais de rock indépendant Primal Scream sorti le 5 août 2002 sur le label Sony Music Entertainment.

## Liste des chansons
Toutes les chansons sont écrites et composées par Primal Scream, sauf mentions.
| No  | Titre                               | Durée |
| --- | ----------------------------------- | ----- |
| 1.  | Deep Hit of Morning Sun             | 3:44  |
| 2.  | Miss Lucifer                        | 2:28  |
| 3.  | Autobahn 66                         | 6:15  |
| 4.  | Detroit                             | 3:03  |
| 5.  | Rise                                | 4:21  |
| 6.  | The Lord Is My Shotgun              | 3:56  |
| 7.  | City                                | 3:22  |
| 8.  | Some Velvet Morning (Lee Hazlewood) | 3:40  |
| 9.  | Skull X                             | 3:52  |
| 10. | A Scanner Darkly                    | 4:30  |
| 11. | Space Blues #2                      | 2:28  |